# Fensmark
Fensmark er en by på Sydsjælland med 5.193 indbyggere  (2024) i Fensmark Sogn beliggende på toppen af Maglebjerg Bakke, små seks kilometer nordøst for Næstved centrum, men bare en enkelt kilometer fra Næstveds nordlige udkant; byen ligger i Næstved Kommune og tilhører Region Sjælland. Fensmark var indtil 1. januar 2007 hovedby i Holmegaard Kommune, hvori byerne Holme-Olstrup og Toksværd også var underlagt, hvorefter den blev en del af Næstved Kommune. Fensmark er den næststørste by i Næstved Kommune, kun overgået af Næstved. Nord for byen ligger Holmegaard Mose, som er en af Danmarks største højmoser. Nordvest grænser byen op til Stenskoven, hvor man ved gennemkørsel kommer til Restaurant Gulerodshuset. Fra kroen er der landevej ind til Næstved og til Ringsted i nordlig retning. Byen voksede oprindeligt frem omkring Holmegaard Glasværk, som blev grundlagt i 1825.
Fensmark bestod i mange år af to byer. Bebyggelsen omkring Holmegaard Glasværk, i folkemunde kaldet 'glasbyen', og selve Fensmark by omkring byens kirke og hovedgaderne, Holmegaardsvej og Næstvedvej. De adskilte bydele er ikke længere synlige. Det gamle glasværk er lukket, men er sidenhen genopstået som oplevelsesmuseet “Holmegaard Værk”, som i dag udstiller værker fra Holmegaard Glasværk og Kähler Keramik. Holmegaard glas er stadig et internationalt brand og sælges fortsat over hele verden. Fensmark har de seneste 20 år oplevet et byggeboom omkring byen og en dertilhørende befolkningstilvækst. Byens skole, Holmegaardskolen, har op til 9. klassetrin.
”Hvor Fensmark hæver sit kirketelt med den røde top imod sky”
– (Christian Winther)
Byen er digteren Christian Winthers fødested. Christian Winther blev født 29. juli 1796 i byens stadig eksisterende præstegård. Blandt hans mest berømte værker er Skriftestolen fra 1843 og Hjortens Flugt fra 1855. Han døde i Paris i 1876. En mindesten om digterens fødsel står foran præstegården.
I 1929 blev billedhuggeren og keramikeren Arne Bang tilknyttet Holmegaard Glasværk, og slog sig ned i byen. Broderen Jacob E. Bang var allerede tilknyttet glasværket som designer. Arne Bang satte gennem årene sit tydelige aftryk på Fensmark. På Fensmark Kirkegård står hans mest kendte kunstværk, "Den faldne kriger". En skulptur som Arne Bang lavede i 1929, og som i 1932 sikrede ham en sjælden guldmedalje under stor bevågenhed. Arbejdere fra glasværket lagde figur til skulpturen. Et tiår senere blev skulpturen igen aktuel, og Arne Bang skabte bronzefiguren "De faldne 1940" til Vestre Kirkegård, som et minde om de faldne danskere under 2. Verdenskrig. En anden Arne Bang skulptur,"Høstpigen"(Pippi’s mor i folkemunde), ligger på nordsiden af Fensmark kirkegård og skuer ud over Holmegaard Mose med udsigt til det gamle glasværk. "Høstpigen" blev oprindeligt lavet til teaterdirektøren Stig Lommer, men et køb blev aldrig gennemført. Alter, altertavle, knæfald og spiret på Fensmark Kirke er skabt af Arne Bang. Spiret på kirken symboliserer tro, håb og kærlighed. En skulptur af en glasmager ved indgangen til Holmegaard Glasværk, en udsmykket aula på Holmegaardskolen samt en statue ved Fensmark gadekær, vidner om det store aftryk Arne Bang satte på byen. Arne Bang keramik er den dag i dag eftertragtet af internationale samlere.
Holmegaard Glasværks Boldklub har siden oprettelsen i 1904 været hjemmehørende i byen.

## Kulturarven
Siden 2014 har Nye & Gamle Fensmark arbejdet på at bevare den gamle kulturarv fra Fensmark og Holmegaard Glasværk og er i dag (2020) i besiddelse af ca 3000 billeder samt artikler fra en tid, der var engang.